# سيتيزين
سيتيزين Cytisine، المعروف أيضا باسم  بابتيتوكسين baptitoxine و صوفورين sophorine، هو شبه قلوي يوجد بشكل طبيعي في العديد من أجناس النبات، مثل  شجر الأبنوس  و اللزان  من عائلة البقوليات. وقد تم استخدامه طبيا للمساعدة في الإقلاع عن التدخين: وقد أظهرت إحدى التجارب الأخيرة لسيتيزين يكون أكثر فعالية في 1 الشهر من العلاج ببدائل النيكوتين، ولكن النتائج وفقاالأشهر 2 و6 اظهرت لا فرق بين العلاجات. من أنها أرخص بكثير من المنتجات المماثلة. التركيب الجزيئي له بعض التشابه لتلك التي من نيكوتين ولها تأثيرات دوائية مماثلة.
مثل فارينيكلين، سيتيزين هو جزئي ناهض من مستقبلات النيكوتينيك أستيل كولين (nAChRs). سيتيزين لديه حياة نصف قصيرة من 4.8 ساعة، ويتم تخلص الجسم منه بسرعة . سيتيزين لا يزال غير معروف نسبيا خارج أوروبا الشرقية على الرغم من دعوات لمنح التراخيص في جميع أنحاء العالم لما له من فوائد ثبت، وتكلفة منخفضة بالمقارنة مع الأدوية التوقف الأخرى (لسيتيزين، 20 دولارا إلى 30 دولارا لل25 يوما؛ العلاج نيكوتين استبدال، 112 $ إلى 685 $ لمدة 8 إلى 10 أسابيع. فارينيكلين، 474 $ إلى 501 $ لمدة 12 أسبوعا).

## مقدمة
إن عملية التدخين عملية يتم فيها حرق لمادة،وهذه المادة غالباً ما تكون التبغ، ومن هنا فإنه يتم تذوق الدخان أو استنشاقه. كما وتتم هذه العملية باعتبارها ممارسة للترويح عن النفس وذلك عن طريق استخدام المخدر. الآثار الصحية للتدخين هي الظروف والآليات والعوامل الناتجة من استهلاك التبغ على صحة الإنسان. تركزت البحوث الوبائية خاصة على تدخين التبغ والذي درس على نطاق واسع أكثر من أي شكل آخر من أشكال الاستهلاك. في القرن العشرين مات 100 مليون شخص جراء ممارسة التدخين بذلك يعد التدخين أكبر وباء مسبب للموت عالميا. ان أهم مادة تحويها السيجارة هي النيكوتين حيث تشكل هذه المادة ما نسبته 8% من وزن السيجارة وهي عبارة عن مادة سامة جدا حيث اثبت العلم ان عشرة سنتغرامات منها فقط تكفي لقتل كلب متوسط الحجم كما ان السيجارة تحوي على عدة مواد أخرى سامة وضاره بالنفس البشرية واهمها مادة اسيد سيانيدريك فهي الأكثر سمية بعد مادة النيكوتين
استهلاك التبغ يؤدي عادة إلى أمراض القلب وأمراض اللثة وأمراض الرئتين وهو عامل خطر كبير للنوبات القلبية والجلطات وداء الانسداد الرئوي المزمن (إ،ر،م)(COPD) والسرطان (خاصة الرئة والحنجرة والبنكرياس). وكذلك يؤدي إلى أمراض الأوعية الدموية الطرفية والضغط العالي. ويعتمد التأثير على مدى الأعوام التي قضاها المدخن في التدخين وكمية التبغ. كذلك فإن التدخين البيئي قد وجد أنه يسبب الأضرار الصحية للمستنشقين من جميع الأعمار.

## الاستخدامات الطبية
سيتيزين هو الأستيل كولين الناهض، ولديه رابطة انجذاب قوية لمستقبلات النيكوتينيك أستيل كولين. يستخدم كتحضير صيدلاني ، وهو متوفر لعلاج تدخين التبغ. ويستخرج من بذور  اللزان Cytisus laborinum L. والمعروفة (Golden Rain acacia) وكانت متاحة سابقا في دول الاقتصاد الاشتراكي (FSE) لأكثر من 40 عاما كعامل مساعد في الإقلاع عن التدخين تحت اسم العلامة التجارية Tabex التي تنتجها شركات الأدوية البلغارية Sopharma AD. تم تسويقه لأول مرة في بلغاريا في عام 1964 ثم أصبحت متاحة على نطاق واسع في بلدان FSE.
في عام 2011، وهي تجربة عشوائية مع 740 مريضا وجدت ان السيتيزين يحسن الإمتناع لمدة 12 شهرا من مادة النيكوتين مقارنة ب 2.4٪ مع الدواء الوهمي إلى 8.4٪ مع سيتيزين.